# 樂克樂克系列

LocoRoco 標誌

樂克樂克（ロコロコ，LocoRoco）是由索尼電腦娛樂日本工作室製作的動作遊戲，在PlayStation Portable平台推出。內容有著可愛的畫風和活潑的音樂，有發售中文版。玩家要操作惑星先生引導樂克樂克到達終點。遊戲中主要只要用到L鈕、R鈕、和○鈕就行了。

## 系列作品

### 樂克樂克
2006年7月6日於PSP發售。有一天從宇宙而來的毛雜軍團侵襲正在睡午覺的惑星先生，惑星先生為了拯救樂克樂克而施放閃電、傾斜大地，趕走毛雜軍團！
遊戲裡可以在關卡中拿到各種零件，在迷你遊戲中做出自己的樂克樂克小屋或關卡。

### 來吧！樂克樂克！Buu Buu Cocoreccho!
2007年9月21日於PS3商店發售。樂克樂克到了不可思議的世界，而玩家要操作克克雷巧引導樂克樂克叫醒其他同伴並到達終點。

### 樂克樂克 2
2008年12月4日於PSP發售。樂克樂克的正式續作。被擊敗的毛雜軍團學會了唱歌再次侵襲惑星先生，並用唱歌所製造的怖忸奪走生物們的元氣，惑星先生與樂克樂克為了拯救同伴們而再次趕走毛雜軍團！
遊戲裡不僅收錄更充滿樂趣的關卡，還新增了角色、動作、許多影片、以及更多歡樂的音樂，並準備了8種迷你遊戲。

### 樂克樂克 －午夜嘉年華－
2009年11月1日於PSP開始下載販售。樂克樂克來到了布伊布伊製作的激難關卡，在某些地方還需要用到新的動作「Boing!」才能通過。遊戲裡取得的道具還可以讓樂克樂克裝飾上去。

## 角色
樂克樂克　圓滾滾身體柔軟又喜愛唱快樂歌曲的奇妙生物。說著「樂克樂克語」，有七個種類，吃了紅色的樂克樂克果實就會變大。
克魯傑（黃）　總是開朗有朝氣。
璞麗妃（粉）　最喜歡打扮的女孩子。
塔布雷（藍）　愛吃的慢郎中。
貝克羅內（紅）　總是興奮不已的怪人。
卜吉（黑）　聲音沙啞且老是愛生氣。
茶貝斯（綠）　愛衝快又愛裝模作樣。
薇兒蕾（紫）　個性好強且頑皮的女孩子。《樂克樂克 2》登場。
惑星先生　樂克樂克所居住的星球。

姆依姆依　樂克樂克的好朋友，會躲藏在關卡內各種地方，最喜歡唱歌、跳舞、和樂克樂克。

姆依姆依國王　姆依姆依的國王，會告訴樂克樂克各種技巧。《樂克樂克 2》登場。

克克雷巧　喜歡聽樂克樂克唱歌的蝴蝶，會跟隨著樂克樂克。

紐奇　有帶樂克樂克到高處的紐奇，有睡著而擋到路的紐奇，也有會生氣而將樂克樂克彈飛的紐奇。

裘帕　喜歡發出喇叭般的聲音唱歌，會吸住樂克樂克並吹往高處。

呵－呵－　喜歡用長長的腳夾住樂克樂克，樂克樂克不小心被踩到就會分裂。

庫那庫那　充滿好奇心又愛睡覺的小朋友們，聽到樂克樂克的歌聲就會醒來並帶著樂克樂克到天空散步。

毛雜　從宇宙來的侵略者，最喜歡吃樂克樂克。唱的歌會產生怖忸，奪走生物們的元氣。

毛雜拉　被厚重的毛守護而變強的毛雜。《樂克樂克 2》登場。

朋姆丘　毛雜軍團的老大。

魔女麗娜　朋姆丘的媽媽，最喜歡甜食和姆依姆依。《樂克樂克 2》登場。

布伊布伊　姆依姆依被魔女麗娜親到而變成的，最喜歡惡作劇、發明、和快樂玩意。《樂克樂克 2》登場。

波丘羅　平時在空中飛著，會吐出碰到就會受傷的荊棘。

溫福克　會吸入樂克樂克，然後讓樂克樂克變形。

荊棘蟲　有生命且會活動的荊棘，樂克樂克碰到就會受傷。

硬幣蟲　帶著硬幣的小飛蟲，可以在關卡內收集，玩迷你遊戲時會需要用到。

## 外部連結
- 樂克樂克日本官方網站 （页面存档备份，存于）（日語）
- 樂克樂克歐美官方網站 （页面存档备份，存于）（英文）